# Eta Columbae
Désignations
Eta Columbae (η Columbae / η Col) est une étoile géante de la constellation australe de la Colombe, située près de sa limite sud. Sa magnitude apparente est de 3,96. L'étoile présente une parallaxe annuelle de 6,91 mas telle que mesurée par le satellite Hipparcos, ce qui permet d'en déduire qu'elle est distante d'environ 145 pc (∼473 al) de la Terre. Elle s'éloigne du Système solaire à une vitesse radiale de +17 km/s.

## Propriétés
Eta Columbae est une étoile géante rouge de type spectral K0 III, ou possiblement une géante lumineuse intermédiaire entre une étoile de type G et une de type K, de type spectral G8/K1 II. À l'observateur, elle apparaît de teinte orangée. Son diamètre angulaire mesuré directement et après avoir corrigé l'effet de l'assombrissement centre-bord, est de 2,48 ± 0,03 mas. Connaissant sa distance, cela donne à l'étoile un rayon qui vaut 38,6 fois le rayon solaire. Elle est estimée être 3,33 fois plus massive que le Soleil, elle est 708 fois plus lumineuse que le Soleil et sa température de surface est de 4 620 K.

## Étoile polaire

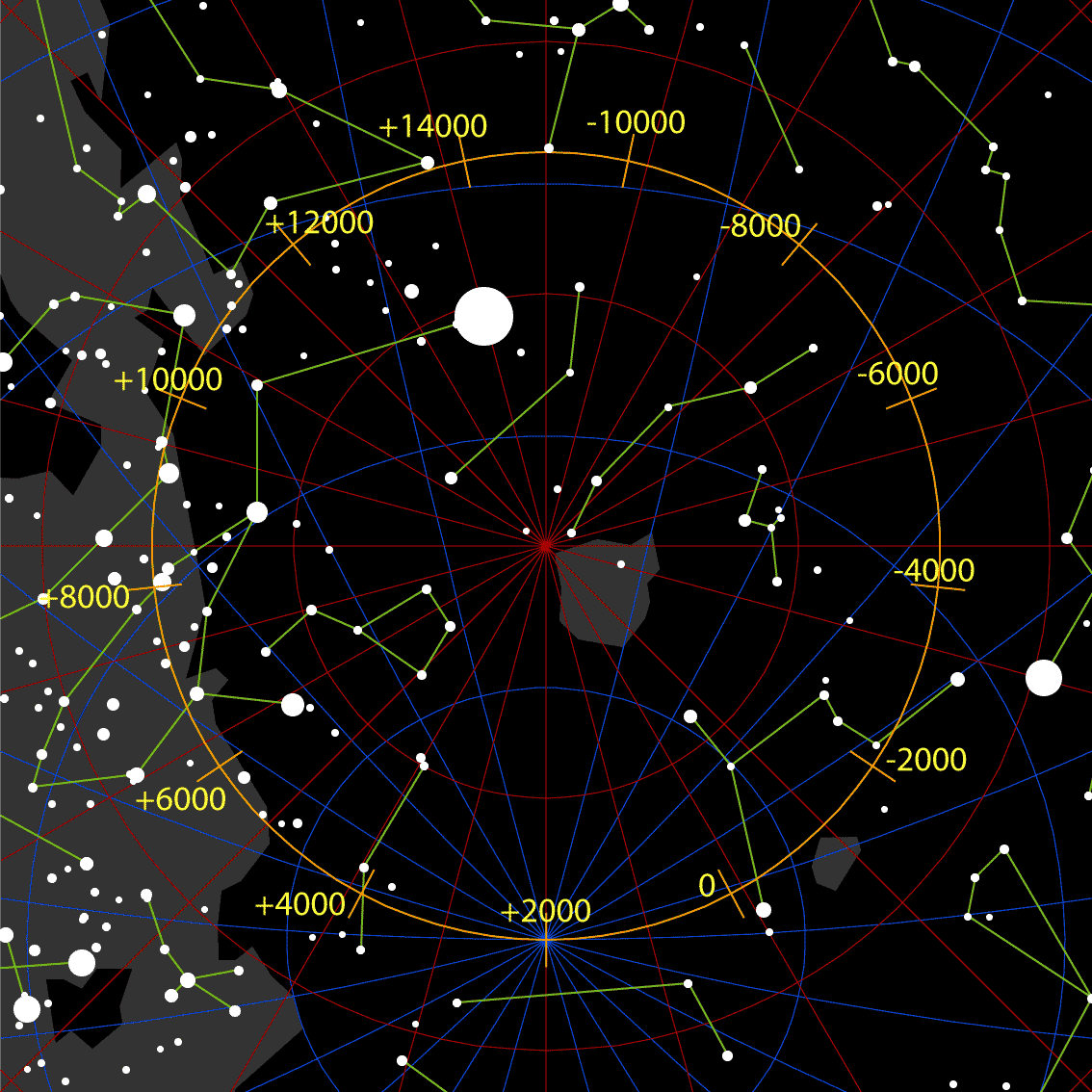
Trajet de l'axe du pôle Sud sur la voûte céleste au cours du temps. η Columbae est actuellement située au plus loin de celui-ci.

Par le phénomène de précession des équinoxes, η Columbae fut il y a environ 13 000 ans l'étoile polaire du pôle Sud céleste et le sera à nouveau dans environ 13 000 ans, à moins de 1° de celui-ci ; elle en est donc actuellement le plus éloigné.